# Sobrealiento
Se da el nombre de sobrealiento a un ruido que ciertos caballos producen al tiempo de respirar, originado por la dificultad que el aire experimenta al atravesar una parte accidentalmente estrechada del tubo respiratorio. 
Si el sonido es agudo, se llama silbido y si es grave, ronquido. El sobrealiento no es una verdadera enfermedad sino un síntoma de varios desórdenes que pueden desarrollarse en el aparato respiratorio. El ruido suele no notarse más que cuando el caballo trabaja y a veces, en un ejercicio fuerte y después de haber tomado el pienso. La causa de que procede no puede ser determinada más que por un buen veterinario y no siempre se consigue; según aquella sea, establecerá el plan curativo. 